# Цлук
Цлук (арм. Ծղուկ, — гавар (волость) ашхара Сюник в Великой Армении.

## География
Цлук располагается в северо-восточной части отрогов Сюнийского хребта, на территории современной Армении. Центральную часть гавара занимает долина реки Воротан. На севере гавара, на границе между Арменией и Арцахом расположен одноименный потухший вулкан - Цхук, последнее извержение которого, евроятнее всего, произошло около 3000 лет тому назад.

## История
Цлук был первоначальным центром и родовой вотчиной армянского царского и великокняжеского (нахарарского) рода Сюни; в Цлуке же, в городке Шагат, располагалась княжеская резиденция и родовой замок рода. Шагат располагался на берегу одноименного озера, образованного слиянием рек Воротан и Араглиджур. После христианизации Армении, в Шагате (с IV до VII вв.) находилось Сюнийское епископство Армянской церкви. В VII в., князь Васак Сюни переместил родовую резиденцию Сюни в город Елегис в гаваре Вайоц-Дзор, куда переехал и центр епископства. После этого, Шагат и весь гавар потеряли свое важное значние, правратившись в один из обычных гаваров Сюника.